# Химера Мицукури
Химера Мицукури, или чёрный гидролаг, или чёрная химера, или гидролаг Мицукури (лат. Hydrolagus mitsukurii), — вид хрящевых рыб из семейства химеровых (Chimaeridae).

## Описание
Тело удлинённое, сильно утончается в задней части. Голова толстая с округлым рылом. Глаза крупные. Рот нижний, небольшой, поперечный. Анальный плавник не выделяется как самостоятельный. Глубокая вырезка, отделяющая анальный плавник от хвостового отсутствует. Второй спинной плавник сплошной. Хвостовой плавник заканчивается длинной хвостовой нитью.

## Ареал
Распространены в западной части Тихого океана от Японии до Индонезии.

## Биология
Обитают на глубине от 325 до 710 м. Размножаются, откладывая яйца, заключённые в прочную роговую капсулу с выступами по углам. Бентофаг — питается в основном беспозвоночными: ракообразными, моллюсками, червями и иглокожими, иногда рыбами.